# بروتين يوبيكويتيني قديم 1
البروتين اليوبيكويتيني القديم 1 (بالإنجليزية: Ancient ubiquitous protein 1)‏ هو بروتين موجود عن الإنسان ومشفر بالمورثة AUP1.

## الوظيفة
هذه المورثة تشفر بروتين يحتوي على نطاق ذو تنادد لمنطقة قديمة محافظ عليها في مورثة آرتشين 1 ونطاق قد يكون مشاركا في ربط الإنزيمات المرتبطة بيوبيكويتين. أظهر البروتين المشفر بهذه المورثة بأنه يرتبط بوحدات ثانوية لإنتغرين ألفا-2ب. لهذه الوحدات الثانوية دور في البروتين السكري 2أ/3ب في الإشارات المتعلقة بالصفيحات الدموية وخلايا النواء والتي تؤدي إلى تجمع الصفيحات وتكوين الخثرة. تتداخل هذه المورثة مع مورثة لسيرين البروتياز 25 المتقدري.

## التفاعلات
يتفاعل البروتين مع إنتغرين ألفا-2ب.